# Оук-Сіті (Юта)
Оук-Сіті (англ. Oak City) — місто (англ. town) в США, в окрузі Міллард штату Юта. Населення — 595 осіб (2020).

## Географія
Оук-Сіті розташований за координатами 39°22′36″ пн. ш. 112°20′23″ зх. д. / 39.37667° пн. ш. 112.33972° зх. д. (39.376708, -112.339773).  За даними Бюро перепису населення США в 2010 році місто мало площу 2,37 км², уся площа — суходіл.

## Демографія
Згідно з переписом 2010 року, у місті мешкало 578 осіб у 180 домогосподарствах у складі 148 родин. Густота населення становила 244 особи/км².  Було 208 помешкань (88/км²).
Расовий склад населення:
| - 96,0 % — білих - 0,3 % — корінних американців - 2,9 % — осіб інших рас |

До двох чи більше рас належало 0,7 %. Частка іспаномовних становила 4,0 % від усіх жителів.
За віковим діапазоном населення розподілялося таким чином: 34,8 % — особи молодші 18 років, 52,2 % — особи у віці 18—64 років, 13,0 % — особи у віці 65 років та старші. Медіана віку мешканця становила 35,1 року. На 100 осіб жіночої статі у місті припадало 115,7 чоловіків;  на 100 жінок у віці від 18 років та старших — 114,2 чоловіків також старших 18 років.
Середній дохід на одне домашнє господарство  становив 67 925 доларів США (медіана — 64 792), а середній дохід на одну сім'ю — 73 331 долар (медіана — 71 458). За межею бідності перебувало 4,8 % осіб, у тому числі 8,5 % дітей у віці до 18 років та 2,7 % осіб у віці 65 років та старших.
Цивільне працевлаштоване населення становило 259 осіб. Основні галузі зайнятості: освіта, охорона здоров'я та соціальна допомога — 25,5 %, транспорт — 22,4 %, сільське господарство, лісництво, риболовля — 9,7 %, мистецтво, розваги та відпочинок — 6,9 %.